# Selšček
Selšček je naselje u slovenskoj Općini Cerknici. Selšček se nalazi u pokrajini Notranjskoj i statističkoj regiji Notranjsko-kraškoj. 

## Stanovništvo
Prema popisu stanovništva iz 2002. godine naselje je imalo 137 stanovnika.